# Алаверді (Ахметський муніципалітет)
Алаверді (груз. ალავერდი) — село в Грузії.
За даними перепису населення 2014 року в селі проживає 141 особа.